# 1901 w nauce

## Urodzili się
- 5 stycznia – Andrzej Czudek, polski leśnik, przyrodnik, działacz ochrony przyrody (zm. 1968)
- 28 lutego – Linus Pauling, amerykański fizyk i chemik, noblista (zm. 1994)
- 14 marca – Józef Berger, polski duchowny ewangelicki, teolog, działacz społeczny i polityczny na Zaolziu okresu Pierwszej Republiki Czechosłowackiej i II RP (zm. 1962)
- 17 marca – Wojciech Czerwiński, polski pedagog (zm. 1956)
- 20 marca – Adam Vetulani, polski historyk prawa, profesor Uniwersytetu Jagiellońskiego (zm. 1976)
- 9 kwietnia – Stanisław Wigura, polski konstruktor i pilot lotnictwa (zm. 1932)
- 13 kwietnia – Jacques Lacan, francuski psychiatra i psychoanalityk (zm. 1981)
- 30 kwietnia – Simon Kuznets, amerykański ekonomista (zm. 1985)
- 3 maja – Zofia Radwańska-Paryska, polska botaniczka, taterniczka, pisarka (zm. 2001)
- 18 maja – Vincent du Vigneaud, amerykański biochemik, noblista (zm. 1978)
- 12 czerwca – Jan Bartecki, polski pedagog (zm. 1967)
- 23 czerwca – Otto Heckmann, niemiecki astronom (zm. 1983)
- 18 lipca – Franciszek Moskwa, kupiec, kolekcjoner, bibliofil rzeszowski (zm. 1981)
- 3 sierpnia – kardynał Stefan Wyszyński, prymas Polski (zm. 1981)
- 8 sierpnia – Ernest Lawrence, amerykański fizyk, noblista (zm. 1958)
- 18 sierpnia – Jean Guitton, francuski filozof i teolog (zm. 1999)
- 1 września – Jerzy Bronisław Braun, pisarz, działacz polityczny, poeta, dramaturg, krytyk literacki, publicysta, scenarzysta, filozof (zm. 1975)
- 22 września – Charles Huggins, amerykański chirurg i fizjolog, laureat Narody Nobla w dziedzinie medycyny w 1966 (zm. 1997)
- 29 września – Enrico Fermi, włoski fizyk, noblista (zm. 1954)
- 23 października – Konstanty Narkiewicz-Jodko, polski podróżnik, taternik, alpinista, polarnik, doktor fizyki (zm. 1963)
- 18 listopada – George Gallup, amerykański socjolog, badacz opinii publicznej (zm. 1984)
- 5 grudnia – Werner Heisenberg, niemiecki fizyk, laureat Nagrody Nobla (zm. 1976)
- 14 grudnia
  - Berthold Lubetkin, brytyjski architekt rosyjskiego pochodzenia (zm. 1990)
  - Kazimierz Michałowski, polski archeolog i historyk sztuki (zm. 1981)
- 16 grudnia – Margaret Mead, amerykańska socjolog i antropolog (zm. 1978)
- 19 grudnia – Rudolf Hell, niemiecki wynalazca (zm. 2002)

## Zmarli
- 21 stycznia – Elisha Gray, amerykański wynalazca (ur. 1835)
- 1 lutego – Karl Kolbenheyer, niemiecki nauczyciel, działacz turystyczny Beskidenvereinu, badacz Tatr (ur. 1841)
- 3 lutego – Yukichi Fukuzawa (jap. 福沢諭吉), japoński pisarz, pedagog, tłumacz, przedsiębiorca i politolog, założył Uniwersytet Keiō (ur. 1835)
- 12 sierpnia – Adolf Erik Nordenskiöld, baron, szwedzki geolog, mineralog (ur. 1832)
- 30 listopada – Edward John Eyre, angielski odkrywca (ur. 1815)

## Nauki przyrodnicze i ścisłe

### Astronomia
- 20 lutego – włoski astronom Luigi Carnera odkrył planetoidę Argentina.
- 23 kwietnia – została odkryta kometa jednopojawieniowa C/1901 G1.
- 17 maja – nastąpiło całkowite zaćmienie Słońca widoczne na Oceanie Indyjskim.
- 7 czerwca – niemiecki astronom Max Wolf odkrył planetoidę (471) Papagena.

### Biologia
- W dorzeczu Konga odkryto okapi.

### Chemia
- Eugène-Anatole Demarçay wyizolował europ.

### Fizyka
- 12 grudnia – Guglielmo Marconi przeprowadził pierwszą transatlatycką transmisję radiową.

### Medycyna
- 5 stycznia – bakterie duru brzusznego, które wydostały się z więzienia w Seattle, zapoczątkowały pierwszą z dwóch epidemii w USA w ciągu roku.
- 14 listopada – Austriak Karl Landsteiner odkrył istnienie grup krwi.
- Eugen Hollander, berliński chirurg przeprowadził pierwszą operację plastyczną twarzy – face lifting, pacjentką była polska arystokratka.

### Geologia
- 10 stycznia – w Beaumont w Teksasie zostały odkryte pierwsze duże złoża ropy naftowej. Dzień ten jest uważany za narodziny przemysłu naftowego w USA.

## Nauki społeczne

### Prawo
- 31 stycznia – we Francji zakazano stosowania kar cielesnych w armii i marynarce wojennej.
- 20 lutego – po raz pierwszy obradowała legislatura terytoriów Hawai.
- 25 kwietnia – stan Nowy Jork, jako pierwszy w USA, wprowadza obowiązkowe tablice rejestracyjne na samochodach.
- 30 września – brytyjczyk Huberta Bootha opatentował stacjonarny odkurzacz elektryczny, w 1907 został skonstruowany w USA pierwszy przenośny odkurzacz elektryczny.
- 23 października – Uniwersytet Yale świętował dwustulecie swego założenia.
- 15 listopada – Miller Reese Hutchinson opatentował „acousticon”, prototyp aparatu słuchowego.
- 27 listopada – w Pensylwanii w miejscowości Carlisle pod Harrisburgiem, została założona uczelnia wojskowa – U.S. Army War College.
- 28 listopada – nowa konstytucja stanu Alabama w USA, pozbawiła prawa wyborczego czarnoskórych obywateli ze względu na brak umiejętności pisania i czytania.
- 2 grudnia – King Camp Gillette opatentował maszynkę do golenia o wymiennych ostrzach.
- Anglik Edward Henry opracował system identyfikacji osób na podstawie linii papilarnych.
- Parlament Wielkiej Brytanii uchwalił prawo (Factory Act) zabraniające zatrudniania dzieci poniżej 12 roku życia.

## Technika
- 14 lutego – uruchomiono wodociągi miejskie w Krakowie oraz w Częstochowie.
- 25 lutego – J.P. Morgan, amerykański finansista wciela do swego imperium „United States Steel Corporation”, największą korporację produkującą stal w USA.
- 16 marca – w Krakowie uruchomiono pierwszą zelektryfikowaną linię tramwajową.
- 21 marca:
  - zwodowano RRS Discovery, ostatni drewniany trójmasztowiec zbudowany na Wyspach Brytyjskich.
  - w Hawanie uruchomiono pierwszą linię tramwaju elektrycznego.
- 1 kwietnia – na ulice Ostrawy wyjechały pierwsze tramwaje elektryczne.
- 6 kwietnia – w niemieckiej Jenie wyjechały na trasę pierwsze tramwaje elektryczne.
- 7 kwietnia – uruchomiono pierwszą linię tramwajową na Teneryfie.
- 27 kwietnia – rozpoczął się pierwszy wyścig samochodowy dookoła Włoch.
- 6 maja – w Dreźnie uruchomiono najstarszą na świecie kolej podwieszaną.
- 13 maja – w Hartland w kanadyjskim Nowym Brunszwiku zakończono budowę najdłuższego na świecie mostu krytego (391 m).
- 27 maja – Thomas Edison założył w New Jersey pierwszą wytwórnię wymienialnych baterii (Edison Storage Battery Company).
- 31 maja – początek budowy Kolei Transsyberyjskiej.
- 4 czerwca – zwodowano francuski krążownik pancerny Sully
- 4 lipca – w miejscowości Hartland w prowincji Nowy Brunszwik w Kanadzie na rzece św. Jana (St. John River) został otwarty najdłuższy obudowany most na świecie (390 m).
- 7 sierpnia – na ulice Mostu i sąsiedniego Litvínova wyjechały pierwsze tramwaje elektryczne.
- 14 sierpnia – Bridgeport: pierwszy lot pojazdu z silnikiem braci Wright.
- 21 sierpnia – została założona, w Detroit w stanie Michigan, wytwórnia samochodów osobowych „Cadillac Motor Company”, kompania została zreformowana 22 sierpnia 1902 roku i zmieniła nazwę na „Cadillac Automobile Company”.
- 2 października – marynarka wojenna Wielkiej Brytanii została wyposażona w pierwszy okręt podwodny.
- 12 grudnia – Guglielmo Marconi przeprowadził pierwszą transatlantycką transmisję radiową. W Nowej Fundlandii w Kanadzie odebrał literę „S” nadaną kodem Morse’a.
- 20 grudnia – została ukończona budowa linii kolejowej łączącej Ugandę i Kenię z Mombasą nad Oceanem Indyjskim.
- Niemcy wprowadzili na uzbrojenie miotacze ognia o współczesnej budowie.
- Został zbudowany prototyp motocykla przedsiębiorstwa Harley-Davidson.

## Nagrody Nobla
- Fizyka – Wilhelm Röntgen
- Chemia – Jacobus van ’t Hoff
- Medycyna – Emil Adolf von Behring